# П'єр Гастіже
П'єр Гастіже (фр. Pierre Gastiger, 28 лютого 1893, Еанж — 8 березня 1943, Леваллуа-Перре) — французький футболіст, півзахисник. 

## Життєпис
З 1914 року виступав у клубі «Леваллуа», де також грав його брат Моріс Гастіже. В 1921 році перейшов разом з братом у команду «Ренн». Фіналіст Кубка Франції 1921/22, у якому «Ренн» поступився з рахунком 0:2 «Ред Стару». 
У 1919 році був учасником Міжсоюзницьких ігр, великих спортивних змагань, що були організовані країнами-переможцями в Першій світовій війні. Участь у змаганнях брали діючі і колишні учасники збройних сил своїх країн. У складі збірної Франції (як і в інших командах) виступали відомі футболісти, гравці національної збірної. П'єр Гастіже був запасним гравцем збірної, але в останньому матчі групового турніру проти італійців одразу п'ять французьких гравців отримали травми. Завдяки цьому П'єр зіграв у фіналі проти Чехословаччини, що завершився поразкою збірної Франції з рахунком 2:3. 
Влітку 1920 року потрапив у склад збірної Франції на Олімпійських іграх у Брюсселі. На поле не виходив, та й загалом у жодному офіційному матчі збірної не грав.

## Досягнення
- Фіналіст Кубка Франції: (1)

«Ренн»: 1921-22
- Фіналіст Міжсоюзницьких ігор: (1)

Франція (військ.): 1919